# Domoina Rabeantoandro
Domoina Rabeantoandro, née le 31 octobre 1973, est une judokate malgache, championne d'Afrique et ceinture noire 5e Dan, présidente fondatrice du club Do judo à Antananarivo Madagascar.

## Carrière
Domoina Rabeantoandro évolue dans la catégorie des moins de 56 kg, elle est 10 fois championne de Madagascar, et est membre de l'équipe nationale malgache de judo de 1990 à 1998. Elle est double médaillée d'or aux Jeux des îles de l'océan Indien 1990 à Madagascar ainsi qu'aux Jeux des îles de l'océan Indien 1993 aux Seychelles.Elle a eu le titre de championne d'Afrique lors des Championnats d'Afrique féminins de judo 1991 à Maurice Elle est aussi médaillée de bronze aux Jeux de la Francophonie 1994 à Paris, aux Jeux africains de 1995 à Harare ainsi qu'aux  Championnats d'Afrique de judo 1996 en Afrique du Sud.
Elle a représenté l'Université de Madagascar aux championnats du Monde universitaires 1994 à Münster en Allemagne  puis  aux Championnats du monde de judo 1995 au Japon et à l'Universiade 1995 à Fukuoka, toujours au Japon. Elle faisait partie de l'équipe de l'Union africaine de judo de 1992 à 1998 et participait à 7 éditions du Grand Slam de Paris, et au Grand Slam de Münich.
Elle s'entrainait à Marseille en France  au Judo Club Phocéen avec Jean-Paul Coche en 1994-1995 et en Afrique du Sud au Hajimy  Judo Academy avec Johann Boshoff en 1996.
Domoina Rabeantoandro a commencé le judo à l'âge de 9 ans au judo club Saint Michel à Antananarivo Madagascar. Elle obtient sa ceinture noire en 1992, le 4e Dan de l'institut de judo Kodokan du Japon en 2015, et le grade de 5e dan en 2022. Elle a arrêté la compétition en 1998, et a continué à enseigner au judo club Saint Michel jusqu'en 2018.Elle a en même temps occupé le poste de responsable financier, auprès du Comité Directeur du club de 2010 à 2018
En Novembre 2018, Domoina Rabeantoandro a créé son club Do judo à Ambohitrarahaba avec son frère Herimbola Rabeantoandro, également ceinture noire 4e dan et plusieurs fois champion de Madagascar dans la catégorie de moins de 66kg.Le club compte une cinquantaine de jeunes judokas poussins, benjamins et minimes et cadet sous l'encadrement de 4 ceintures noires.

## Etudes

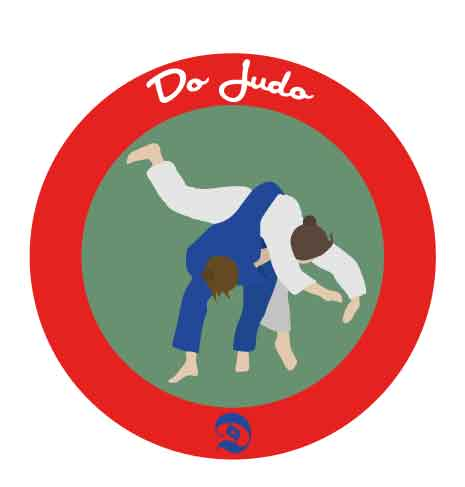
Logo du Do judo

Domoina Rabeantoandro est titulaire du diplôme de Maitrise en Gestion et Administration d'entreprises  de l' Université d'Antananarivo en 1997, elle a également suivi les formations en Commerce international à l'INSCAE Madagascar.Elle est  titulaire du Diploma Level 4  auprès du Chartered Institute of Procurement and Supply (CIPS) du Royaume Uni.

## Profession
Domoina Rabeantoandro a occupé plusieurs postes à responsabilité au sein de l'entreprise de télécommunications TELMA à Madagascar de 1997 à 2011.En 2012, elle a rejoint les Nations Unies auprès du PNUD à Madagascar jusqu'en 2015, et l'UNICEF en 2017.Depuis 2019, elle est fonctionnaire international aux Nations Unies, auprès du PNUD Sénégal

## Vie privée
Domoina Rabeantoandro est mariée à  Nio Ramiandrisoa en 1999 et ils ont  2 filles Mialy Anjy et Andy Riana, toutes deux étudiantes à l'Université Laval au Québec Canada 